# Eris (rod)
Eris je rod pavouků čeledi skákavkovití (Salticidae).

## Jméno
Rod Eris nese jméno řecké bohyně sváru Eridy (v římské mytologii známé pod jménem Discordia).

## Druhy
- Eris bulbosa (Karsch, 1880) — Mexiko
- Eris flava (Peckham & Peckham, 1888) — od USA až po Hispaniolu
- Eris floridana (Banks, 1904) — USA
- Eris illustris C. L. Koch, 1846 — Portoriko
- Eris militaris (Hentz, 1845) — USA, Kanada, Aljaška
- Eris perpacta (Chickering, 1946) — Panama
- Eris perpolita (Chickering, 1946) — Panama
- Eris riedeli (Schmidt, 1971) — Ekvádor a Kolumbie
- Eris rufa (C. L. Koch, 1846) — USA
- Eris tricolor (C. L. Koch, 1846) — Mexiko
- Eris trimaculata (Banks, 1898) — Mexiko
- Eris valida (Chickering, 1946) — Panama